# Petkovac (Chorwacja)
Petkovac – wieś w Chorwacji, w żupanii sisacko-moslawińskiej, w mieście Petrinja. W 2011 roku liczyła 15 mieszkańców.